# Paperino e le lenticchie di Babilonia
Paperino e le lenticchie di Babilonia è una storia Disney scritta e disegnata da Romano Scarpa.
La storia è stata pubblicata in prima edizione su Topolino nn. 250-251 dell'11 e 18 settembre 1960, con le chine di Rodolfo Cimino.

## Trama
La storia inizia con Zio Paperone inspiegabilmente privato di tutti i suoi averi, e viene narrata in un lungo flashback.
In uno scavo archeologico abusivo nei pressi di Babilonia, la Banda Bassotti scopre un deposito segreto di lenticchie, la scorta segreta di Assurbanipal. Organizzano quindi un piano per trarre vantaggio dal ritrovamento.
Tempo dopo, a Paperopoli, zio Paperone nota le Lenticchie di Babilonia vendute in lattina. Dopo aver scoperto che a commercializzarle sono i Bassotti, il papero chiede loro di acquisire le azioni finanziarie del prodotto; i Bassotti gliele cedono tutte meno una. Paperone mette in piedi una massiccia campagna pubblicitaria organizzando incredibili trovate, ma esse vengono tutte sabotate. I tre Nipotini indagano e scoprono che i sabotatori sono gli stessi Bassotti, i quali inspiegabilmente non sembrano intenzionati ad aumentare la produzione di lenticchie; per questo motivo Paperone, prevedendo l'enorme successo delle Lenticchie di Babilonia, chiede ai Bassotti di cedergli l'ultima azione, che riesce ad accaparrarsi solo dando loro in cambio tutti i suoi averi. Dopo aver perso tutto, però, viene a sapere che la produzione di lenticchie non può in alcun modo essere aumentata, e quindi non riuscirà mai a soddisfare le richieste del pubblico.
I paperi decidono di indagare e si lanciano in un viaggio intorno al mondo. Scoprono così che, grazie a un lungo giro di import-export e scambi commerciali, le lenticchie acquisiscono sempre più valore, per essere poi ricomprate dai Bassotti e ricominciare il giro. Per mandare avanti il piano è necessario che la quantità di lenticchie rimanga costante, perciò i Bassotti addizionano al legume dell'olio di lino, che le rende sgradevoli a eventuali consumatori.
Zio Paperone decide allora di interrompere il traffico e aumentare la produzione di lenticchie coltivandole; i Bassotti rivelano però di averci provato senza alcun risultato: le lenticchie sono infatti sterili. Di fronte alle insistenze di Paperone, i Bassotti gli fanno firmare un accordo in cui si impegnano a restituirgli tutti i suoi averi se riuscirà a far germogliare anche una sola lenticchia. I paperi si imbarcano in un viaggio intorno al mondo alla ricerca del terreno adatto a piantare le lenticchie di Babilonia, ma tutti i tentativi vanno a vuoto e zio Paperone deve accettare la propria sconfitta; al colmo del furore, getta l'ultima manciata di lenticchie dal terrazzo del suo palazzo: una di esse va a finire in un vaso a cento metri d'altezza.
Al termine della lunga digressione, Paperone, assediato dai creditori, si rifugia nella modesta stanza all'ultimo piano del suo palazzo, dove i Bassotti gli hanno permesso di continuare a vivere. Il papero non si è però accorto della lenticchia sfuggitagli: la distanza dal suolo ha ricreato la condizione dei famosi giardini pensili di Babilonia, dove le lenticchie venivano coltivate nell'antichità. Di conseguenza la lenticchia ha germogliato, lasciando intendere che Paperone rientrerà in possesso delle sue ricchezze.

## Sequel
Nel 2022 Fabio Celoni ha scritto e disegnato la miniserie in cinque puntate Il Destino di Paperone, nella quale immagina come Zio Paperone sia rientrato in possesso dei suoi averi dopo averli persi nel corso della storia. La miniserie è stata pubblicata a partire dal numero 3499 di Topolino e successivamente raccolta in volume.